# جسر مييو
جسر مييو (بالفرنسية: Viaduc de Millau)‏ هو أعلى وأطول جسر في العالم يليه بالطول جسر ريون أنتيريون في اليونان. يقع جسر مييو في الجنوب الفرنسي على وادي نهر تارن وعلى الطريق السريعة "A75" الواصلة بين مدينة كليرمون فيران في الوسط ومدينة بيزييه في الجنوب في إقليم أفيرون.
استمرت الدراسات لهذا المشروع ثلاثة عشر عامًا وبعد ذلك ثلات سنوات من الأعمال الإنشائية، بدأت الدراسات سنة 1988 وتم افتتاح الجسر في عام 2004. 
إن فترة ستة عشر عاماً من الدراسات والبناء ليست طويلة إذا ما قورنت بالصعوبات الاسثنائية التي اعترضت المشروع على المستوى التقني والمناخي وخصوصية المكان، إذ ليس من السهل إقامة وصلة بجودة عالية وبطول يتجاوز 2500 متر وعمق 270 متر (في النقطة الأكثر ارتفاعاَ) وذلك في منطقة زلزالية تعجُّ بالرياح التي تتجاوز سرعتها 200 كيلو متر في الساعة.
يعتبر هذا العمل إلى لحظة كتابة هذه السطور هو الجسر الأعلى في العالم، إذ فيه دعامتين يصل ارتفاعهما إلى أكثر من 200 متر وهما بحسب المخطط p 2 == 244, 96، P3 == 221, 05، وكذلك بسطح ارتفاعه الأقصى عن سطح النهر 270 م. كما أن فيه أطول سطح جسر معلق في العالم، وهذا السطح مركب من دعامات رقيقة ومزدوجة ومن سطح معدني رقيق جداً مع سبع دعائم فقط مرتكزة على الأرض.

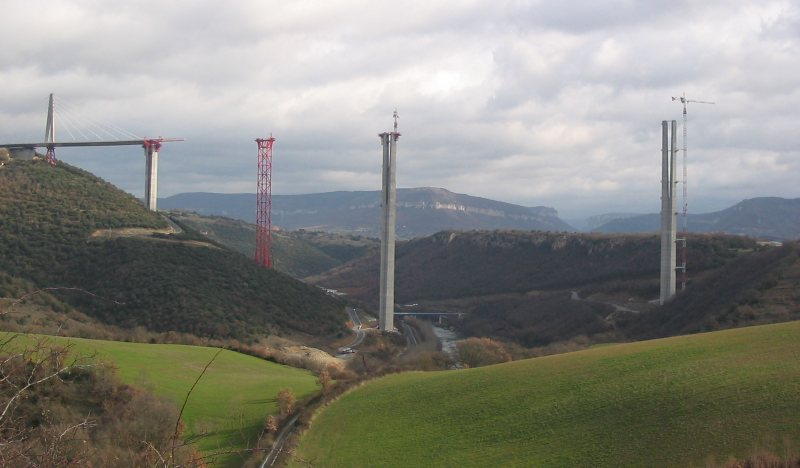
جسر ميلاو قيد البناء أوائل العام 2004

## التصميم
نفذ المشروع المهندس ميشال فيرلوغو مع فريقه وذلك تنفيذاً لفكرة المهندس المعماري نورمان فوستر Norman Foster، وقد كلّف المشروع 320 مليون يورو وقد مُوِّل من قِبل إيفاج [الإنجليزية] في إطار امتياز لمدة 75 سنة.
أراد مصمم الجسر المهندس البريطاني نورمان فوستر أن يدمجه بطريقة غير ملحوظة داخل المناظر الطبيعية الفريدة التي تعد من أهم مناطق الجذب السياحي في فرنسا. وكانت النتيجة شكلا جذاباً فريداً يرتفع بميل بسيط (%3.025) من الشمال إلى الجنوب ليعطي شكل منحنى خفيف (نصف قطر التقوس 2000 متر). وفوستر كان صمم من قبل برلمان برلين في ألمانيا ومترو مدينة بلباو الأسبانية، بالإضافة إلى مطار مدينة هونغ كونغ ومقر الصليب الأحمر في لندن. 
وحول تصميمه جسر مييو الذي يشق غابات وأنهار الجنوب الفرنسي، قال: «إنه راعى أن تكون المواد المكونة للجسر متناغمة مع الطبيعة كي لا يظهر كأنه دخيل على الطبيعة المحيطة به والتي يشق مساره جنباتها».
ولم يخف المهندس البريطاني الأبعاد الروحانية التي راعاها في تصميمه الجسر، حيث قال في تصريحات نقلتها صحيفة «لومند» الفرنسية 14-12-2004: «أي شخص يتخذ الجسر طريقا له سينتابه شعور روحاني بالسمو والعلو؛ إذ يتجاوز هذا الجسر ارتفاع برج إيفل (في فرنسا) بـ23 متراً، مشيراً إلى أن المناظر الطبيعية المحيطة ستغذي هذا الشعور الروحاني». 
وأوضح فوستر أنه -سعياً إلى تأكيد هذه الأبعاد الروحية في جسر مييو- صممه مشدودا إلى سبعة أعمدة ضخمة، وهو رقم (7) المشحون بالرموز في الأدبيات الروحانية. 
وأضاف أن «هندسة الجسر الذي استغرق تصميمه 8 أعوام، تمكن سائق السيارة من الاستمتاع بمناظر الغابات والأنهار المحيطة به، وكذا مشاهدة مدينة مييو بسهولة».
هذا العمل فيه خمس أرقام قياسية:
1. السطح المعلق الأطول في العالم.
2. الدعامة الأطول في العالم.
3. قمة قبة الأعلى في العالم.
4. سطح الجسر الطرقي الأعلى في العالم. مع العلم أن هناك جسراً في الولايات المتحدة الأمريكية في ولاية كولورادو يصل ارتفاعه إلى 321 متر ولكن هذا الجسر ليس طرقياً وهو مخصص للمشاة فقط.
5. الوزن الأعلى في العالم لسطح جسر محمول.

وآخر ميزة لهذا المشروع متعلقة بالبيئة وهي تقليل كميات المواد المستخدمة في الموقع أي ان عدد المحركات اقل وكذلك عدد سيارات النقل وبالتالي كميات الرمل والحجارة والحصى...
وقد حصل الجسر على مجموعة من الجوائز مثل 
جائزة: Environnemental Design and Architecture Award في 2005.
وجائزة: Oustanding structure award في 2006.
لاقى هذا المشروع العديد من الاعتراضات من قبل عدة منظمات مثل منظمة البيئة الفرنسية وكذلك من عدد من رجال السياسة؛ وقد تركزت الاعتراضات على: 
1. كلفة المشروع العالية جداً بالرغم من وجود دراسات بكلفة أقل.
2. تعرفة العبور، بما أن الجسر مدفوع فالناس لن يأخذوه وبالتالي سيفقد الكثير من قيمته المدعاة...
3. إن الدعامات التي تجاوزت أرقاماً قياسية لن تكون على درجة عالية من القوة بسبب ارتكازها على حوض نهري.
4. إن الجسر الذي يوفر على الناس عناء المرور بمدينة مييو سيفقد هذه المدينة أحد مصادرها السياحية.

## البناء

### الأعمدة
إن لكل عامود من أعمدة الجسر السبعة قاعدة مرتكزة في العمق على أربعة أعمدة (حفرة) قطر الحفرة بين 4,5 و 5 أمتار وعمق بين 9 و17 متراً. إن بعض القواعد استهلكت بين 1100 و 2100 متر مكعب من الخرسانة، ووصلت مدة ضخ الخرسانة في بعض الأحيان إلى 30 ساعة.
صممت الأعمدة الحاملة للجسر بحيث تحتمل التمدد الحراري للطريق وكذلك أعراض الرياح. وهي من حيث العرض قد تصل إلى 27 م في الأسفل وتنتهي بعشرة امتار. وتصبح الأعمدة مزدوجة في الجزء العلوي منها أي في الـ 90 متر الأخيرة بغض النظر عن طول العامود؛ وهذا الأمر لم يراع الناحية الجمالية للجسر ولكنه أخذ بعين الاعتبار تجاوب العامود مع تمدد سطح الجسر إلى 40 سم. 
استعمل لبناء هذه الأعمدة إسمنت ذو أداء عالٍ béton hautes performances (BHP) B60.
كما تطلـّب وضع خمسة صفوف من أوتاد مؤقتة هي عبارة عن أعمدة معدنية شاهقة الارتفاع تستخدم كدعامات بين عمودين متتاليين لرفع أطول الأجزاء أو وصلات من جسم الجسر. إن أعلى ارتفاع لهذه الأعمدة سيكون 175 مترا سيتم رفعها باستخدام أساليب تليسكوبية لتوفير الامان التام. إن كل وصلة من وصلتي سطح الجسر مزودة بعمود مربع وبأسلاك داعمة مؤقتة في طرفه سوف يتم دفعها الواحدة تلو الأخرى إلى أن تلتحما نهائيا على ارتفاع 245 مترا ً.

### سطح الجسر
صُممت على شكل تجويف انسيابي يتناسب مع سرعة رياح تصل إلى أكثر من 205 كلم في الساعة. وزن السطح 36 ألف طن وهي بوزن أربعة أضعاف برج إيفل، صممت الحواف بحيث لا تقاوم الرياح وتحمي العابرين بنفس الوقت بالرغم من أن الجسر محظر على المشاة.

### الأمان الصناعي
ان 96 % من ساعات عمل العمال ستكون في مواقع أرضية خلف الدعامات أي دون التعرض لعناء العمل في ظروف جوية قاسية كالبرد والرياح والثلوج، وبعيداً عن مخاطر العمل في ارتفاعات شاهقة. إذن تقوم الشركة المنفذة بتوفير الأمان للعمال ولكن أيضا الأمان الهندسي لأن عوارض الصندوق المعدني (درابزون الجسر) المرصوصة عرضيا هي أقل تأثرا بالرياح الجانبية ـ إحدى المشاكل الكبرى التي يواجهها المشروع ـ من الدعامات الخرسانية المثبتة من طرف واحد والتي قد تهتز من جراء العواصف الشديدة.
ولم تقع طوال ثلاث سنوات استغرقها إنشاء الجسر أي حادثة عمل قاتلة.
على بعد أربعة كيلو مترات من الجسر يوجد مركز لجباية تعرفة المرور من العابرين التي تتراوح بين 3 يورو للدراجات النارية وتصل إلى 27 يورو للشاحنات الكبيرة.
ويعبر الجسر يومياً حوالي 10 آلاف سيارة خلال فصل الخريف، وحوالي 28 ألفا خلال الصيف...
زار الجسر العديد من الشخصيات السياسية مثل الرئيس السابق جاك شيراك، وزير المواصلات الصيني مع فريقه. واستعلموا من الناحية التكنيكية والتمويلية للجسر، وذلك من أجل بناء جسر مشابه في الصين.

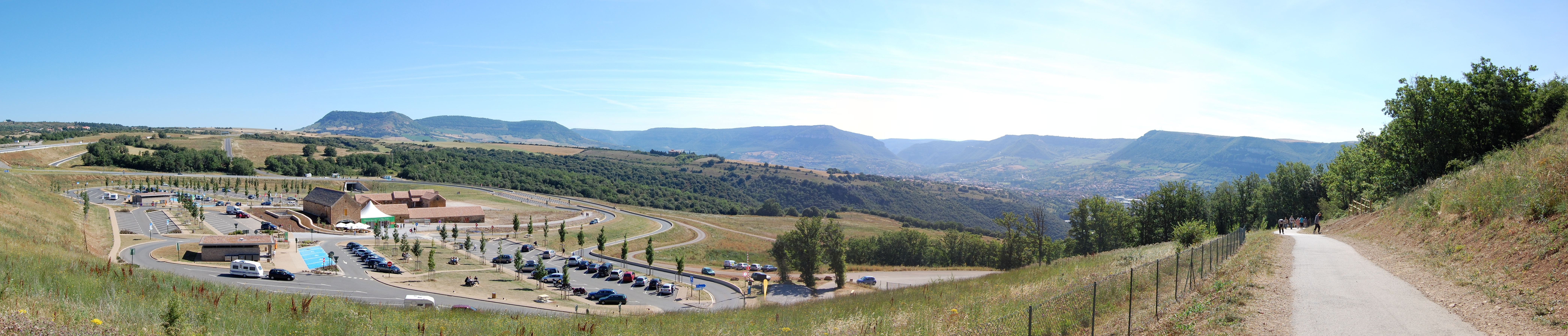
استراحة قبل الجسر على الطريق A75